# Madge Ramsay
Margaret Mary "Madge" Ramsay (apellido de soltera: Ramsay, previamente: Bishop & Mitchell), es un personaje ficticio de la serie de televisión australiana Neighbours, interpretada por la actriz Anne Charleston del 20 de enero de 1986 hasta 1992. Anne regresó a la serie en 1996 y su última aparición fue el 6 de abril de 2001. Posteriormente volvió a aparecer en la serie ahora como fantasma el 4 de marzo del 2015 y su última aparición fue el 20 de marzo del mismo año.